# Szekszárd
Szekszárd (historicky též německy Sechshard) je město v Maďarsku, ležící na jihu země. Je centrem župy Tolna a zároveň i okresním městem okresu Szekszárd. Ve městě žije přibližně 30 tisíc obyvatel a má rozlohu 96,27 km². Po Tatabányi a Egeru je to třetí nejmenší župní město v Maďarsku. Den města se zde slaví dne 29. srpna.

## Název
Název Szekszárd je maďarského původu. Podle Simona Kézaie odkazuje na šedou barvu vlasů maďarského krále Bély I. (ve staré maďarštině označovala slova szög nebo szár šedou barvu). Původně se název města psal Szégszárd (od roku 1903 se používá současná podoba názvu, starý název je např. dobře patrný na mapě třetího vojenského mapování). Nejpravděpodobnější hypotézou je, že název szög-szár-d vznikl ze jména szögsárga neboli bílý. Existují i jiné teorie o vzniku názvu města.

## Historie
Szekszárd se nachází v místě, kde je doloženo keltské osídlení a v němž také stál římský tábor. Rozvíjelo se v údolí potoka Szekszárdi-séd při jeho ústí do Dunaje, kde se krajina rozevírá.
Jako město je poprvé zmíněn již v roce 1015. V roce 1061 zde král Béla I. Uherský založil benediktinský klášter s kostelem Nejsvětějšího Spasitele, v němž měl být král také pohřben.
Dochovaly se jen základy zaniklého centrálního klášterního kostela kupolového byzantského typu, v nádvoří klasicistní stavby, jež byla roku 1830 postavena jako župní sídlo na Bélově náměstí v samotném středu města. Archeologický výzkum z roku 1960 prokázal gotickou přestavbu kláštera, z období po mongolských vpádech ve 13. století.
V roce 1485 byl už Szekszárd významným a velkým městem s trhy, jeho další rozvoj však přerušily turecké výpady a okupace. Pod osmanskou nadvládu se město dostalo v roce 1543. Turci z něj učinili regionální centrum v rámci Budínského pašalíku. Po turecké okupaci byl klášter opuštěn, potom zbořen. Kostel byl v polovině 18. století obnoven v barokním stylu, v roce 1794 vyhořel, a brzy poté zanikl a jeho zdivo bylo rozebráno.
Během Rákócziho vzpoury zde byl zajat Ádám Béri Balogh.
Obroda nastala až v závěru 18. století v souvislosti s modernizačními trendy za vlády Marie Terezie; Szekszárd se stal centrem župy (v roce 1779) a získal i svůj znak. Město pomohli osídlit zejména němečtí kolonisté; jejich podíl na celkovém obyvatelstvu činil okolo 20 %. Postupem času se pomaďarštili, někteří se potom vystěhovali. V roce 1789 se počet obyvatel Szekszárdu pohyboval někde okolo 5600 a bylo druhým největším městem svého regionu (župy). V roce 1794 ve městě vypukl požár, který město poškodil; trend rozvoje města se ale nezastavil. Po požáru vznikly nové domy, např. dnešní radnice, kostely (římskokatolický kostel byl vysvěcen roku 1805) a župní dům (postaven v první polovině 19. století).
Mapy prvního vojenského (josefinského) mapování zaznamenaly město v podobě z konce 18. století. Město bylo vymezeno přibližně prostorem západně od dnešní Rákócziho třídy až k údolí potoka Szekszárdi-séd, kde se potom nacházela mariánská studna a křížová cesta. Kopce obklopovaly tehdy (stejně jako již dnes) početné vinice. Východně od města protékala říčka Sárvíz, nacházel se zde rozsáhlý ostrov a krajina postupně přecházela v lužní lesy a močály při břehu Dunaje.

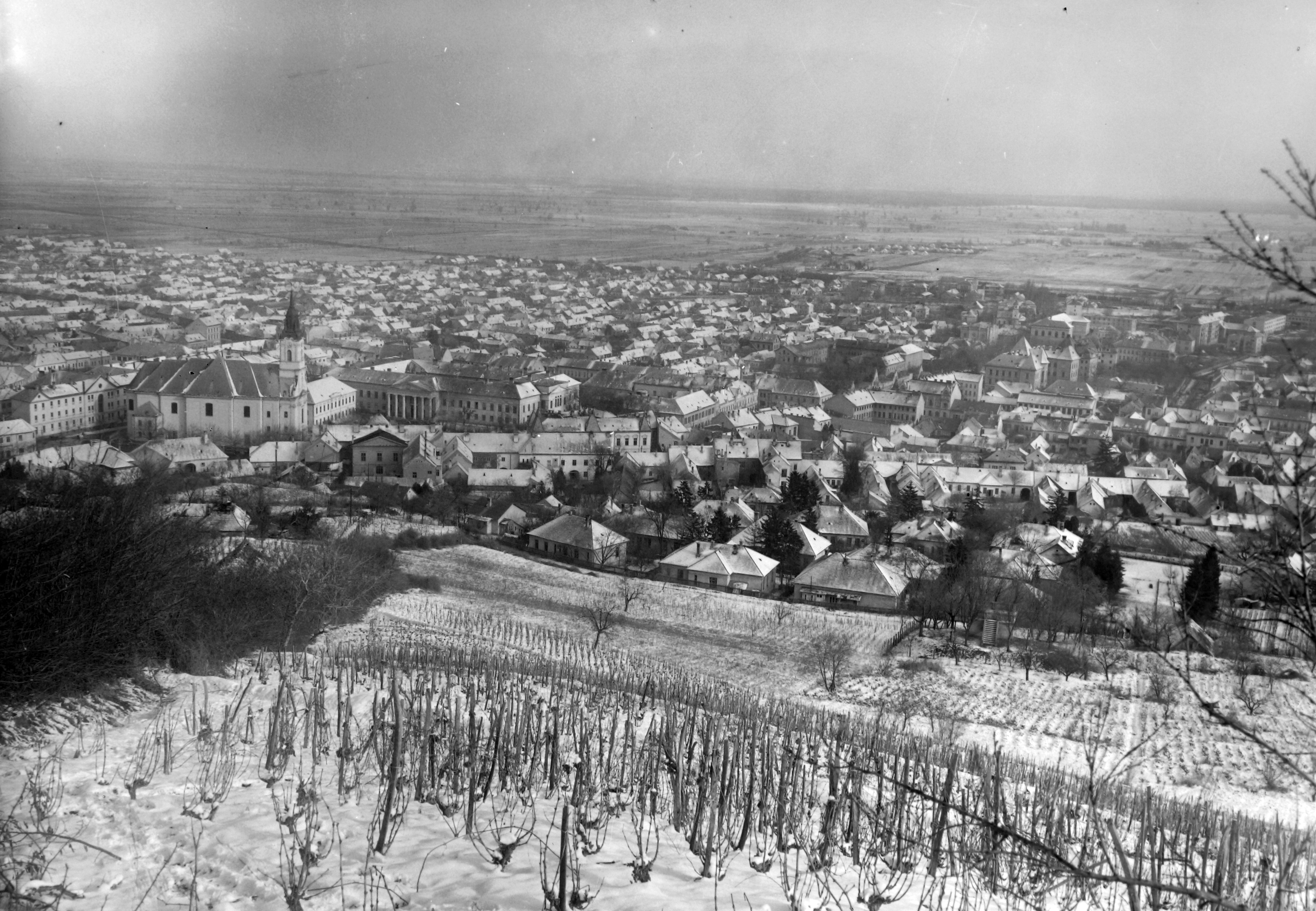
Pohled na město v roce 1966.

V polovině 19. století zde žilo už čtrnáct tisíc lidí. Také bylo regulováno koryto řeky Sió, která od města protéká severním směrem a dále potoka Sárvíz a dalších vodních toků na území a v blízkosti města. Díky tomu byly omezeny záplavy a kromě vinařství mohlo být více plochy využito i pro zemědělství. Město se mohlo rozšiřovat dále na východ do rovinaté krajiny při břehu Sárvízu. Na mapě třetího vojenského mapování ze závěru 19. století je vidět nejen nový kanál ale i staré meandrující koryto řeky Sió. Dále od Szekszárdu se ocitlo i narovnané koryto Dunaje (to dříve zasahovalo až k prostoru dnešní křižovatky dálnic M6 a M9). Postavena byla silnice k obci Keselyűs, kde se nacházel přístav na veletoku. Město bylo zapojeno do železniční sítě.
V závěru 19. století se v Szekszárdu rozvíjel i spolkový život. Město také několikrát navštívil skladatel Ferenc Liszt.
Na počátku 20. století zde žilo 14 000 obyvatel. V roce 1905 byl Szekszárdu udělen status města.
Roku 1913 byla postavena budova německého divadla v secesním stylu. Do druhé světové války byla železnice prodloužena na jih do obce Bátaszék.
Město bylo na konci druhé světové války, dne 30. listopadu 1944, obsazeno jednotkami 3. ukrajinského frontu Rudé armády.
V 60. letech 20. století došlo k růstu počtu obyvatel města; tento trend se zastavil až kolem roku 1990. V roce 1990 bylo dle sčítání lidu zjištěno 36 840 obyvatel a od této doby počet obyvatel Szekszárdu setrvale klesá. Po druhé světové válce také vznikla rozsáhlá část s názvem Iparváros (průmyslová oblast), která vyrostla v jihovýchodní oblasti města.
V roce 1994 byla Szekszárdu navrácena městská práva.

## Obyvatelstvo
V Szekszárdu žije přibližně 30 tisíc obyvatel. Jedná se cca o 15 % obyvatelstva župy Tolna. Hustota osídlení činí 308 obyv./km². Obyvatelstvo postupně stárne; zatímco podíl těch, kteří jsou mladší 20 let věku dosahoval 19 %, u osob se stářím nad 60 let činil téměř 24 %. 
Z národnostního hlediska se cca 8 % obyvatel města hlásilo k nějaké národnostní menšině, především k německé (4,57 %), romské a rumunské. Počet Romů je však vyšší, než uvádějí sčítání lidu, neboť se někteří lidé k romské národnosti nehlásí. Stejně tak se řada Maďarů nepřihlásila k maďarské národnosti. 

## Kultura a pamětihodnosti

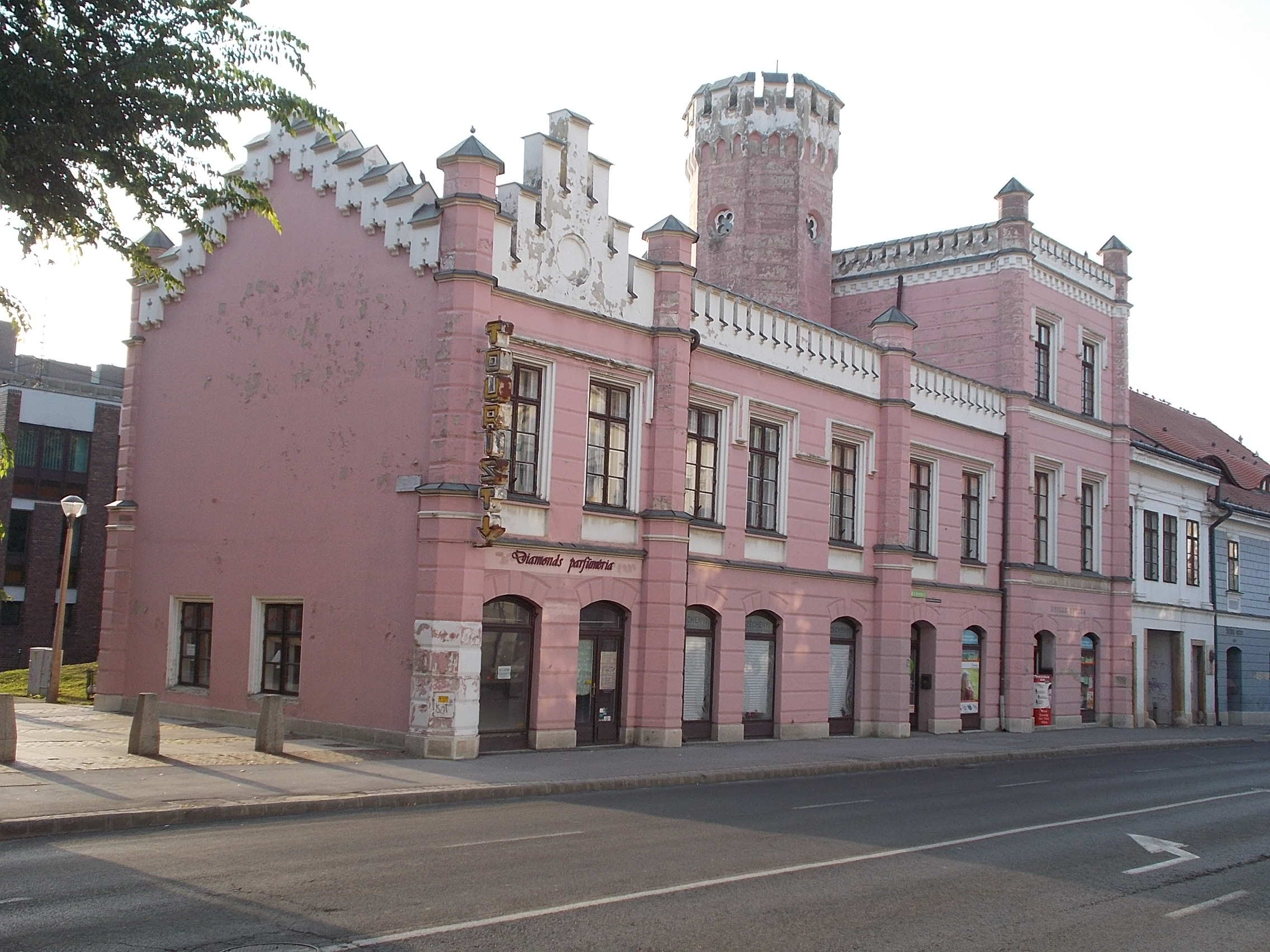
Novorenesanční Auguszův dům

- Staroměstský kostel z přelomu 18. a 19. století podle architekta Józsefa Tallhera. Původní kostel byl zničen při požáru v závěru 18. století.
- Radnice postavená v secesním stylu
- Barokní sloup Nejsvětější Trojice, který připomíná morovou epidemii z let 1738 až 1740
- Garayovo náměstí v centru města (hlavní náměstí) s okolními historickými domy. Garay zde má také svoji sochu (z roku1898).
- Poustevnická kaple v blízkosti města, obklopená vinicemi
- Synagoga, dokončená roku 1897
- Augustův dům, který navštívil spisovatel Ferenc Liszt
- Mór Wosinského muzeum[4] s archeologickými vykopávkami
- Muzeum perníku
- Dům umění[4]
- Župní dům z let 1828 až 1833, na náměstí krále Bély.
- Kalvarijní vrch se značenými trasami, kaplí a vysílačem.

V Szekszárdu je pravidelně pořádána rovněž i Literární akademie Gymnázia Miklóse Mészölyho. Sídlí zde také německé divadlo (německy Deutsche Bühne).

## Ekonomika

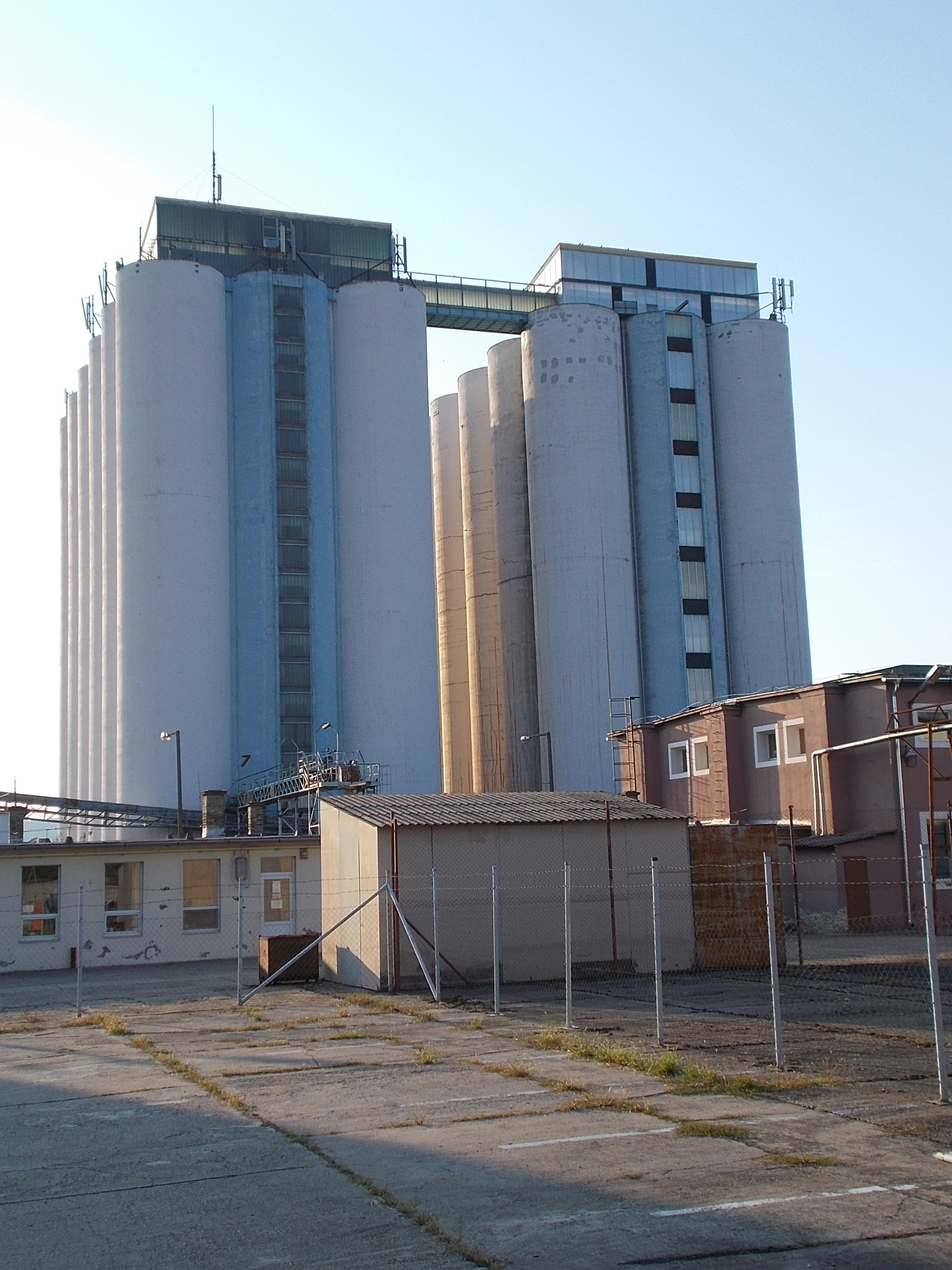
Obilná sila ve městě.

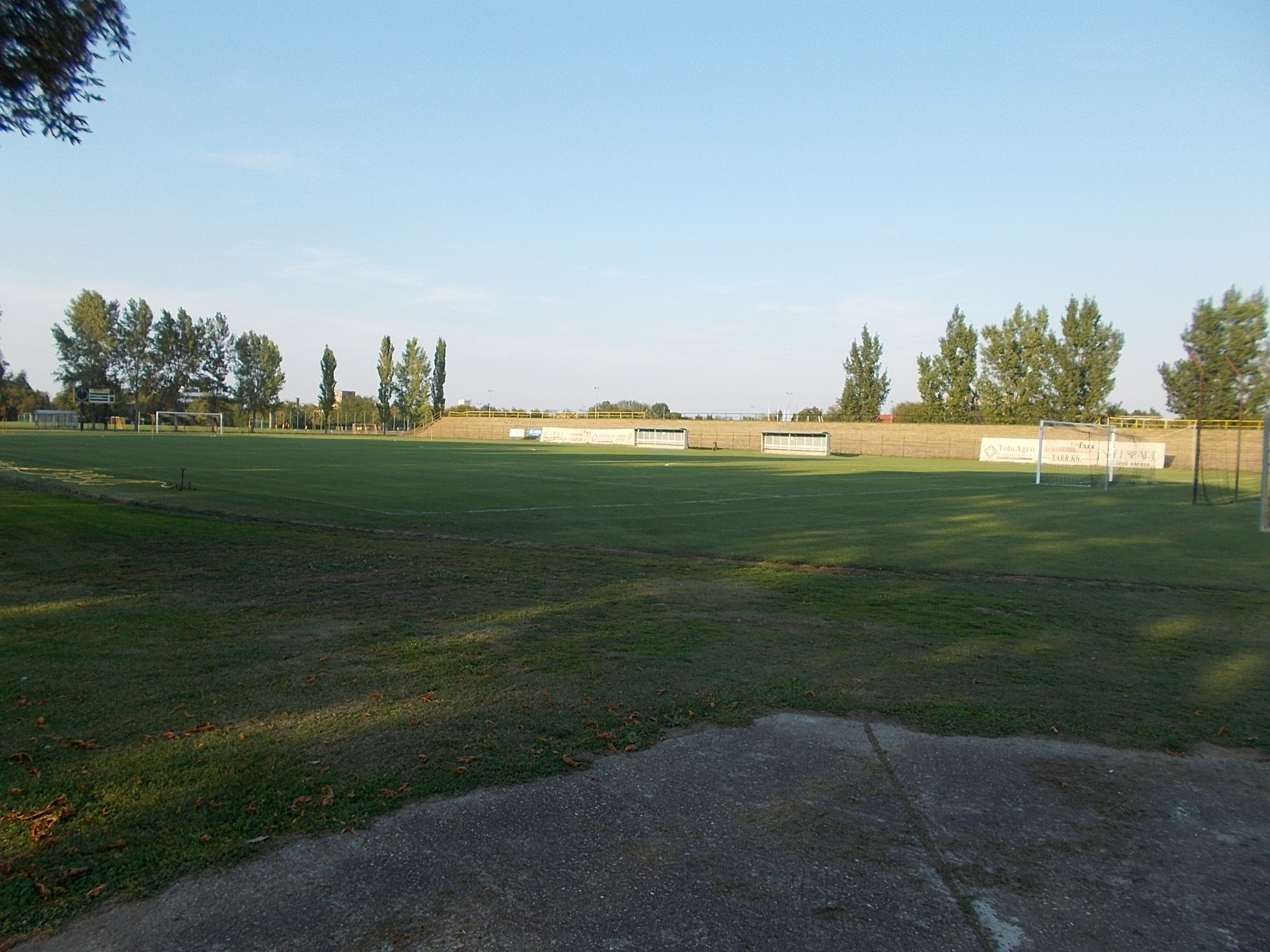
Fotbalová hřiště.

Odedávna celému městu dominuje vinařství; vinice se nacházejí na svazích kopců západně od města. Na území Szekszárdu se nachází okolo 4500 vinných sklípků.[zdroj?] Vinařská tradice ve městě a jeho okolí trvá od dob antiky. Ve městě existují také závody na výrobu chemikálií, nábytku a strojů.
V bývalých kasárnách bylo na počátku 20. let 21. století vybudováno výzkumné centrum.

## Doprava
Východně od Szekszárdu vede severo-jižním směrem dálnice M6, která zajišťuje dobré dopravní napojení Szekszárdu s Budapeští, a dále na jih s Pécsí a výhledově i s Chorvatskem. Severní okruh města tvoří dálnice M9, která nedaleko od města překonává Dunaj.
Szekszárdem prochází jediná železniční trať, a to Rétszilas – Bátaszék. Jedná se o neelektrizovanou jednokolejnou trať. Na uvedené trati jsou na území města dvě nádraží, jedno hlavní a jedna železniční zastávka.
Městskou dopravu zajišťují pouze autobusy. V provozu je zhruba dvacet linek městské dopravy.

## Školství
Ve městě se nachází gymnázium, pojmenované po králi Bélovi I. a dále několik dalších základních škol.

## Známé osobnosti
- János Garay (1812–1853), básník
- Mihály Babits (1883–1941), básník a spisovatel, v Szekszárdu má své muzeum
- József Rády (1884–1957), šermíř
- Miklós Mészöly (1921–2001), spisovatel
- Judit Csehák (* 1940), umělkyně a politička
- Erik Bánki (* 1970), politik
- Dániel Böde (* 1986), fotbalista
- Attila Fiola (* 1990), fotbalista
- Károly Escher, fotograf
- Csaba Abaházi, zpěvák

## Partnerská města
- Bečej, Srbsko
- Bezons, Francie
- Bietigheim-Bissingen, Německo
- Făget, Rumunsko
- Lugoj, Rumunsko
- Ravenna, Itálie
- Tornio, Finsko
- Waregem, Belgie